# Muzej grada Novog Sada
Muzej grada Novog Sada (srpski: Музеј града Новог Сада; mađarski: Újvidéki Városi Múzeum; slovački: Múzeum mesta Nový Sad; rusinski: Музей града Новог Сада) osnovan je 1954. godine i kompleksni je gradski muzej koji se fokusira na razvoj Novog Sada, glavnog grada autonomne pokrajine Vojvodine u Srbiji, od njegovih početaka do modernog razdoblja. Muzej se sastoji od nekoliko odjela, uključujući arheološki, povijesni, kulturnopovijesni, etnološki kao i izdvojenu Regionalnu galeriju suvremene umjetnosti.
Muzej uključuje nekoliko ogranaka: središnju zgradu na Gornjoj terasi Petrovaradinske tvrđave, Zmajev muzej u Sremskoj Kamenici (od 1956.), Regionalnu zbirku Srijemskih Karlovaca (od 1963.) i Zbirku strane umjetnosti u ostavštini dr. Branka Ilića u Dunavskoj ulici (od 1967.).

## Povijest
Muzej je osnovan 22. listopada 1954. godine. Branko Ilić, ginekolog i bivši gradonačelnik Novog Sada (1936.–1938.), ostavio je ostavštinu umjetničkih djela, namještaja i drugih dragocjenosti, koje je 1966. godine donirao gradu.